# Arzamas
Arzamas (tiếng Nga: Арзамас) là một thành phố của Nga. Thành phố này thuộc chủ thể Nizhny Novgorod Oblast, cách thủ đô Moskva 410 kilômét (250 mi) về phía đông. Tính đến năm 2024, dân số của thành phố là 103.629 người.

## Quan hệ quốc tế

### Thành phố và thị trấn kết nghĩa
Arzamas kết nghĩa với:
- Popovo, Bulgaria
- Ruma, Serbia
- Valozhyn, Belarus
- New Athos, Abkhazia/Georgia
- Alupka, Krym
- Vagharshapat, Armenia[5]